# Shibukawa Shunkai
Shibukawa Shunkai (渋川春海, 27 décembre 1639 - 1er novembre 1715) était un érudit japonais et le premier astronome officiel de l'époque d'Edo.
Il a mis à jour le calendrier luni-solaire chinois, à la demande de l'empereur et créé le calendrier Jōkyō, publié en 1684 pendant l'ère Jōkyō. En 1702, il a changé son nom en Shibukawa Sukezaemon Shunkai et s'est retiré en 1711.